# Замок Хирадо
Замок Хирадо (яп. 平戸城 хирадо-дзё:) — средневековый японский за́мок в городе Хирадо, префектура Нагасаки.
Также известен под названиями Замок Камэока и Замок Асахитакэ.
Замок расположен на холме, с которого открывается вид на гавань.

## История

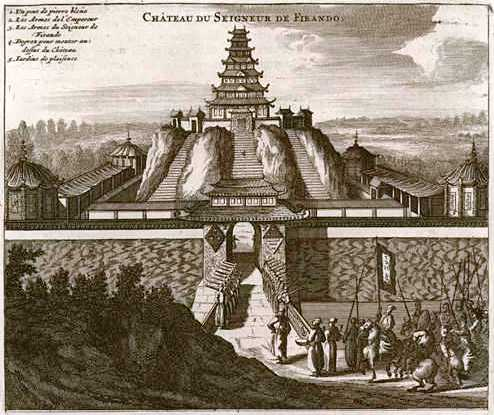
Изображение замка Хирадо на французской гравюре XVI века

Замок был построен в 1599 году 26-м главой клана Мацуура, правившим территорией.
В 1613 году замок был сожжён, работы по восстановлению замка были начаты в 1704 году 29-м главой клана Мацуура.
С 1707 года главная башня замка служила резиденцией для верхушки клана.
Восстановление было закончено в 1718 году, замок стал центром власти клана Мацуура.
В первоначальном состоянии остались некоторые элементы (две защитные орудийные башни), остальные части, включая главную башню тэнсю, были перестроены.
В 1962 году проводилась реконструкция главной башни замка. В бывшем особняке даймё (ясики) сейчас расположен музей клана Мацуура.